# Klaas Dorsman

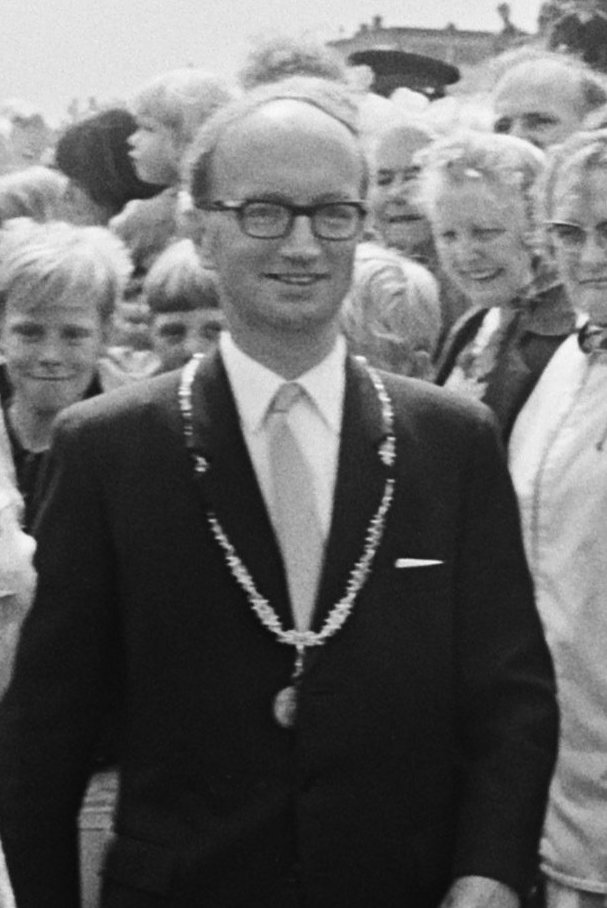
Burgemeester K.D. Dorsman (1969)

Klaas Douwe Dorsman (Den Haag, 2 november 1923 – 23 augustus 1989) was een Nederlands politicus van de PvdA.
Hij werd geboren als zoon van W.K. Dorsman, vishandelaar, en A.H. Wielenga. K.D. Dorsman was chef comptabiliteit bij de Postcheque- en Girodienst in Den Haag en daarnaast wethouder bij de gemeente Leidschendam voor hij in februari 1968 benoemd werd tot burgemeester van Wieringen. In maart 1976 volgde zijn benoeming tot burgemeester van Oud-Beijerland. Eind 1979 drongen alle fractieleiders van de gemeenteraad openlijk aan op het vertrek van Dorsman die niet goed functioneerde wat zou komen door zijn slechte gezondheid. In maart 1980 volgde ontslag en in 1989 overleed hij op 65-jarige leeftijd.